# Hemichroa australis
Hemichroa australis är en stekelart som först beskrevs av Audinet-serville 1823.  Hemichroa australis ingår i släktet Hemichroa, och familjen bladsteklar. Arten är reproducerande i Sverige.